# Palaemnema melanostigma
Palaemnema melanostigma là loài chuồn chuồn trong họ Platystictidae. Loài này được Hagen in Selys mô tả khoa học đầu tiên năm 1860.